# پل پینلو
پل پینلو (به فرانسوی: Paul Painlevé) (زاده ۵ دسامبر ۱۸۶۳ – درگذشته ۲۹ اکتبر ۱۹۳۳ در پاریس) ریاضیدان و سیاستمدار اهل فرانسه بود. پینلو دو بار در دوره جمهوری سوم در فرانسه به نخست وزیری رسید.

## زندگی و کارنامه
او در اکول نرمال سوپریور درس خواند و در سال ۱۸۸۷ زیر سرپرستی امیل پیکار دانش آموختگی دوره دکتری را به دست آورد. در دوران دکترا وی همچنین مدتی را به کار در نزد فلیکس کلاین و هرمان شوارتس در دانشگاه گوتینگن گذراند. او سپس در دانشگاه لیل به درجه استادی رسید و همچنین به تدریس در سوربن پرداخت. او در سال ۱۹۰۴ در کنگره جهانی ریاضیدانان در هایدلبرگ سخنرانی کرد.
زمینه پژوهشی پینلو در ریاضیات، بیشتر معادلات دیفرانسیل و وی همچنین به مهندسی و به ویژه کاربردهای ریاضیات در دانشهای پروازی دلبسته بود. در زمینه معادلات دیفرانسیل او معادله‌هایی از گونه
{\displaystyle y^{\prime \prime }(x)=R(x,y(x),y^{\prime }(x))} را در نظر گرفت که در آن {\displaystyle R} یک تابع گویا است . پینلو در سده بیستم به نظریه گرانش و نظریه نسبیت که در آن زمان به تازگی از سوی آلبرت اینشتاین مطرح شده بود علاقه پیدا کرد. در زمینه سیاست وی دوبار در ۱۹۱۷ و ۱۹۲۵ به نخست وزیری رسید. او همچنین پس از آغاز جنگ جهانی یکم به وزارت آموزش و سپس وزارت جنگ رسید.